# Rodrigo Santander
Rodrigo Boris Santander López (Santiago, Chile, 2 de octubre de 1959) es un exfutbolista chileno. Jugó de delantero, ocupando el puesto de puntero derecho, donde destacó por su velocidad.

## Trayectoria
El año 1973 fue el de su inicio en el club José Victorino Lastarria de San Miguel, en la misma comuna pasó al club Juan Planas. Jugaría también en el club Mademsa en el torneo Regional Zona Central, desde donde en 1979 pasó a Deportes Concepción, club con el que debutó profesionalmente.
En 1981 fue contratado por Colo-Colo, equipo en el que militó hasta el año 1983, jugando este último año sólo la Copa Chile.
Su siguiente club fue Magallanes, para luego pasar a Cobreloa. Luego de pasos por Audax Italiano, Deportes Arica, Huachipato y Municipal Las Condes, termina su carrera en Cobresal el año 1995.

## Selección nacional
Fue internacional con la Selección de fútbol de Chile, siendo en el año de su debut llamado a formar parte de la selección joven. Con posterioridad el año 1981, previo al Mundial de España 1982, jugó por la selección, compitiendo para ocupar el puesto de puntero derecho, con Patricio Yáñez, Óscar “Jurel” Herrera, Juan “Rápido” Rojas.

### Partidos internacionales
| 1     | 26 de agosto de 1981 | Estadio Nacional, Santiago, Chile | Chile      | 0-0 | Brasil |   |  | Luis Santibáñez | Amistoso |
| Total | Total                | Total                             | Presencias | 1   | Goles  | 0 |  |                 |          |

| Selección chilena | Selección chilena | Selección chilena |
| Año               | Partidos          | Goles             |
| ----------------- | ----------------- | ----------------- |
| 1981              | 1                 | 0                 |
| Total             | 1                 | 0                 |

## Estadísticas

### Clubes
| Club                 | País  | Año       |
| -------------------- | ----- | --------- |
| Deportes Concepción  | Chile | 1979-1981 |
| Colo-Colo            | Chile | 1981-1983 |
| Magallanes           | Chile | 1983-1985 |
| Fernández Vial       | Chile | 1986-1987 |
| Cobreloa             | Chile | 1988-1990 |
| Audax Italiano       | Chile | 1991      |
| Deportes Arica       | Chile | 1992      |
| Huachipato           | Chile | 1993      |
| Municipal Las Condes | Chile | 1994      |
| Cobresal             | Chile | 1995      |

1. ↑  En 1983 sólo la Copa Chile

## Palmarés

### Campeonatos nacionales
| Título           | Club      | País  | Año  |
| ---------------- | --------- | ----- | ---- |
| Copa Chile       | Colo-Colo | Chile | 1981 |
| Primera División | Colo-Colo | Chile | 1981 |
| Copa Chile       | Colo-Colo | Chile | 1982 |
| Primera División | Cobreloa  | Chile | 1988 |